# Fortsetzungssatz von Dugundji
Der Fortsetzungssatz von Dugundji (engl. Dugundji extension theorem oder Dugundji extension formula) ist ein mathematischer Lehrsatz, der angesiedelt ist im Übergangsfeld zwischen Allgemeiner Topologie und der Theorie der topologischen Vektorräume. Er geht auf eine wissenschaftliche Publikation des US-amerikanischen Mathematikers James Dugundji aus dem Jahre 1951 zurück und ist direkt verknüpft mit dem Satz von Tietze-Urysohn über die Fortsetzung stetiger Abbildungen normaler Räume, von dem er in gewissem Sinne eine Verallgemeinerung darstellt.

## Formulierung des Satzes
Der Satz lässt sich wie folgt formulieren:
Gegeben seien ein metrischer Raum {\displaystyle X} und darin eine abgeschlossene Teilmenge {\displaystyle A\subseteq X} sowie ein lokalkonvexer topologischer Vektorraum {\displaystyle L}.
Dann existiert zu jeder stetigen Abbildung {\displaystyle f\colon A\rightarrow L} eine stetige Fortsetzung auf {\displaystyle X}, also eine stetige Abbildung {\displaystyle F\colon X\rightarrow L} mit {\displaystyle F|_{A}=f}, welche so beschaffen ist, dass der Bildbereich {\displaystyle F(X)} von der konvexen Hülle von {\displaystyle f(A)} umfasst wird.
In etwas abgewandelter, aber gleichwertiger Form lässt sich der Fortsetzungssatz von Dugundji auch so darstellen:
Gegeben seien ein metrischer Raum {\displaystyle X} und darin eine abgeschlossene Teilmenge {\displaystyle A\subseteq X} sowie ein lokalkonvexer topologischer Vektorraum {\displaystyle L} und darin eine konvexe Teilmenge {\displaystyle K\subseteq L} . Weiterhin sei {\displaystyle f\colon A\rightarrow K} eine stetige Abbildung.
Dann besitzt {\displaystyle f} eine stetige Fortsetzung {\displaystyle F\colon X\rightarrow K}.

## Einordnung des Satzes
Der Tietze-Urysohnsche Fortsetzungssatz garantiert für normale topologische Räume allein die Existenz einer stetigen Fortsetzung in dem Fall, dass der Wertebereich {\displaystyle K} der zugrundeliegenden stetigen Abbildung {\displaystyle f\colon A\rightarrow K} ein aus Intervallen von {\displaystyle \mathbb {R} } zusammengesetzter Produktraum, etwa ein {\displaystyle {\mathbb {R} }^{n}}, ist.
Der Fortsetzungssatz von Dugundji liefert nun eine erhebliche Ausweitung dieser Aussage, die jedoch erst dadurch möglich wird, dass statt eines normalen topologischen Raums {\displaystyle X} ein metrischer Raum {\displaystyle X} zugrunde gelegt wird: Die Verallgemeinerung des Wertebereichs im Satz von Dugundji ist durch eine Spezialisierung des Definitionsbereichs erkauft.

### Originalarbeiten
- James Dugundji: An extension of Tietze’s theorem. In: Pacific Journal of Mathematics. Band 1, Nr. 3, 1951, ISSN 0030-8730, S. 353–367 (projecteuclid.org MR0044116 [PDF]).

### Monografien
- Czesław Bessaga, Aleksander Pełczyński: Selected Topics in Infinite-dimensional Topology (= Monografie Matematyczne. Band 58). Państwowe Wydawnictwo Naukowe, 1975, ISSN 0077-0507 (MR0478168).
- Karol Borsuk: Theory of Retracts (= Monografie Matematyczne. Band 44). Państwowe Wydawnictwo Naukowe, Warschau 1967 (MR0216473).
- James Dugundji: Topology. 8. Auflage. Allyn and Bacon, Inc., Boston, MA 1973.
- Andrzej Granas, James Dugundji: Fixed Point Theory (= Springer Monographs in Mathematics). Springer, New York NY u. a. 2003, ISBN 0-387-00173-5 (MR1987179).
- Karl Heinz Mayer: Algebraische Topologie. Birkhäuser, Basel u. a. 1989, ISBN 3-7643-2229-2 (MR0974296).
- Horst Schubert: Topologie (= Mathematische Leitfäden). 4. Auflage. B. G. Teubner, Stuttgart 1975, ISBN 3-519-12200-6 (MR0423277).

## Weblink
- Originalarbeit von Dugundji